# Örmény diaszpóra
Az örmény diaszpóra az Örményországon kívüli örmény közösségeket jelenti, ahol az örményeket őslakos népességnek tekintik.
Az ókor óta az örmények a világ számos régiójában hoztak létre közösségeket. Az örmény diaszpóra több mint 1700 éve van jelen. A modern örmény diaszpóra azonban nagyrészt az I. világháború eredményeként alakult ki, amikor az Oszmán Birodalom által elkövetett örmény népirtás menekülésre kényszerítette az Örményországban élő örményeket.
Az örmény diaszpóra legnagyobb városa Moszkva.

## Az örmény diaszpóra nevezetes tagjai
- A System of a Down együttes összes tagja
- Andre Agassi teniszező
- Cher énekes
- Kim Kardashian televíziós személyiség
- Garri Kimovics Kaszparov sakkozó
- Anasztasz Mikoján kommunista politikus